# 茨城県道174号小泉水戸線

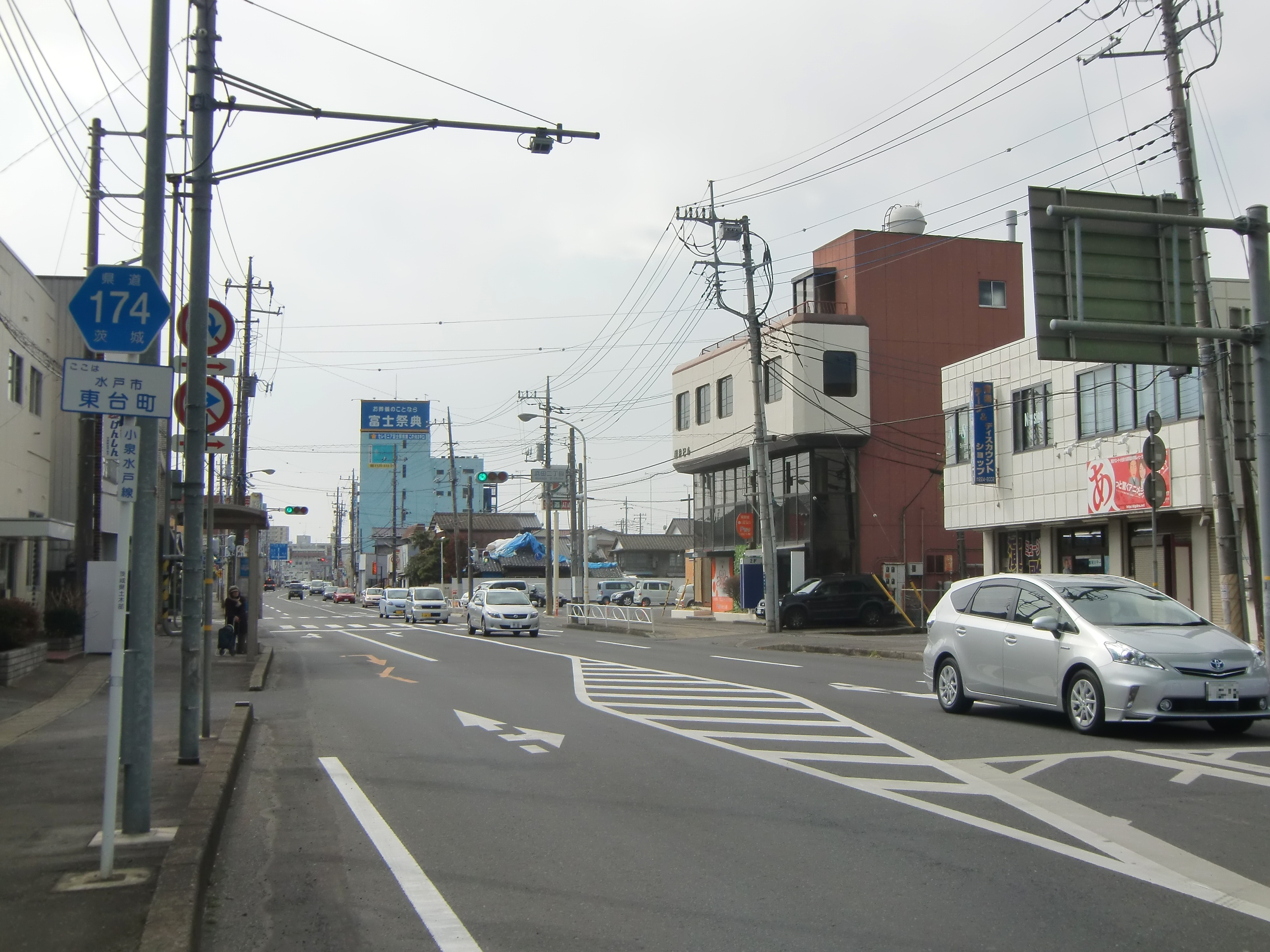
水戸市東台町（2013年3月）

茨城県道174号小泉水戸線（いばらきけんどう174ごう こいずみ みとせん）は、茨城県水戸市小泉町から同市東桜川に至る県道（一般県道）である。

## 路線概要
- 起点：茨城県水戸市小泉町794-1（国道245号分岐）[1]
- 終点：茨城県水戸市東桜川（国道51号交点）[2]
- 総延長：8.308 km[3]
- 重用延長：0.034 km[3]
- 未供用延長：なし[3]
- 実延長：8.274 km[3]
- 自動車交通不能区間延長[注釈 1]：なし[3]

## 歴史
1959年（昭和34年）10月14日、新たな県道として東茨城郡常澄村大字小泉を起点とし、水戸市を終点とする区間を本路線とする県道小泉水戸線として茨城県が県道路線認定した。
1995年（平成7年）に整理番号174となり現在に至る。

### 年表
- 1920年（大正9年）4月1日：現在の路線の前身である湊石岡線が路線認定される。
- 1959年（昭和34年）10月14日
  - 現在の路線が路線認定される（図面対照番号173）[4]。
  - 道路の区域は、東茨城郡常澄村大字小泉の二級国道水戸日立線（現在の国道245号）分岐から水戸市曲尺手町の二級国道千葉水戸線（現在の国道51号）交点までと決定された[5]。
- 1980年（昭和55年）3月4日：下市土地区画整理事業に伴い、路線延長を221m短縮して、終点が水戸市曲尺手町（一般国道51号分岐）[注釈 2]から同市九町目（一般国道51号交点）[注釈 3]に移る[2]。
- 1989年（平成元年）8月17日
常澄村大字小泉地内の国道245号旧道の降格に伴い、その一部区間（東茨城郡常澄村大字小泉地内の延長155m）を編入[1]。
- 1995年（平成7年）3月30日：整理番号230から現在の番号（整理番号174）に変更される[6]。
- 2001年（平成13年）3月1日：水戸市東桜川 - 同市東桜川の区間を、通行する車両の最大重量限度25トンの道路に指定[7]。
- 2009年（平成21年）10月13日：水戸市小泉町の国道245号取付道路（新規：227m）の道路区域決定[8]。
- 2011年（平成23年）11月14日：水戸市小泉町の新規区間（227m）の国道245号取付道路を供用開始[9]。
- 2014年（平成26年）2月20日：水戸市下大野町 - 同市東大野（上大野小学校前）の2車線化改良（2.34km）する道路工事区域指定[10]。
- 2022年（令和4年）
  - 4月27日：水戸市下大野町 - 同市東大野のバイパス (2.41 km) が開通[11][12]。
  - 5月2日：水戸市下大野町 - 同市東大野の旧道区間 (2.362 km) を区域除外とする[13]。

## 路線状況
水戸市下大野町から東大野まで続く那珂川の川辺に沿う区間は、1.5〜2車線の道路が続き、センターラインのない道幅の狭い区間が多いため、道路拡幅改良の工事が進められ、2022年（令和4年）4月27日にバイパスが開通した。

## 地理

### 通過する自治体
- 茨城県水戸市

### 交差する道路
- 国道245号（水戸市小泉町・起点）
- 茨城県道351号馬渡水戸線（水戸市吉沼町 吉沼町交差点）
- 国道6号（水戸市浜田 浜田十字路）
- 茨城県道253号水戸枝川線（水戸市東桜川 浜田二丁目交差点）
- 国道51号[注釈 4]（水戸市東桜川・終点 東桜川交差点）

### 沿線
- 那珂川
- 茨城交通浜田営業所